# Пинчук, Виталий Сергеевич
Вита́лий Серге́евич Пинчу́к (род. 11 января 2002 года, Жлобин, Гомельская область, Беларусь) — белорусский хоккеист, центральный нападающий.

## Клубная карьера
Родился 11 января 2002 года в Жлобине. Там же начал заниматься хоккеем. В 13 лет переехал в Санкт-Петербург, где провёл полтора сезона в клубах «Питер» и «Бульдоги». В середине сезона 2016/17 вернулся на родину в юниорскую команду «Металлург». В сезоне 2017/18 выступал за фарм-клуб «Металлурга» в Высшей лиге.
В 2019 году на импорт-драфте CHL был выбран во втором раунде клубом «Кингстон Фронтенакс». В сезоне 2019/20 выступал в его составе в OHL, где в 54 матчах набрал 34 очка (13+21). Из-за пандемии коронавируса сезон завершился досрочно, и Пинчук вернулся в жлобинский «Металлург».
В сезоне 2020/21 провёл за «Металлург» 38 матчей в белорусской Экстралиге, в которых набрал 25 очков (10+15). Также по ходу сезона Пинчук дебютировал в КХЛ за минское «Динамо», сыграв в 5 матчах.
В сезоне 2021/22 провёл 12 матчей в КХЛ за минское «Динамо», 25 матчей в Экстралиге за «Динамо» из Молодечно, набрав 22 очка (12+10), а затем в составе жлобинского «Металлурга» стал чемпионом Белоруссии, сыграв в 17 матчах плей-офф и заработав 13 очков (7+6).
Участник матча звёзд КХЛ 2022 в составе команды «Тарасов».
В сезоне 2022/23 провёл 61 матч в КХЛ за минское «Динамо», набрав 14 очков (8+6). В Плей-офф Кубка Гагарина 2023 сыграл 6 матчей и заработал 4 очка(2+2). После завершения сезона КХЛ, Пинчук вновь присоединился к жлобинскому «Металлургу», с которым во второй раз стал чемпионом Белоруссии.
В сезоне-2024/25 Пинчук выступал в КХЛ за минское «Динамо», его контракт рассчитан до лета 2026 года. В сезоне набрал рекордные в своей карьере 54 (30+24) очка при показателе полезности «+17». С 11 (5+6) результативными баллами стал лучшим бомбардиром «зубров» в плей-офф. Пинчук помог «Динамо» впервые в истории выиграть серию Кубка Гагарина. В первом раунде команда переиграла московский ЦСКА со счетом 4-2. В четвертьфинале «Динамо» уступило «Трактору», выигравшему серию с результатом 4-1.
В июне 2025 года дебютировал в чемпионате КХЛ «3 на 3». В играх с «Авангардом» и «Сибирью» суммарно забросил три шайбы. Попал в символическую сборную суперфинала первого в истории розыгрыша КХЛ «3 на 3». В суперфинале провел 7 матчей, в которых набрал 14 (9+5) очков при показателе полезности «+8», став лучшим бомбардиром турнира.

## Карьера в сборной
В 2019 году стал серебряным призёром Европейского юношеского Олимпийского фестиваля, где в 3 играх набрал 2 очка (1+1); участвовал в юниорском чемпионате мира, где в 5 матчах набрал 3 очка (2+1); сыграл на молодёжном чемпионате мира в первом дивизионе, где в 5 матчах набрал 4 очка (2+2).
В 2021 году участвовал в молодёжном чемпионате мира в первом дивизионе, где в 5 матчах набрал 9 очков (2+7).
С 2021 года играет в основной сборной Белоруссии.

## Достижения

### Командные
Белорусская экстралига
- Чемпион Белоруссии (2022, 2023,2024)

В сборной
- Серебряный призёр Европейского юношеского Олимпийского фестиваля (2019)